# In Fabric
In Fabric är en brittisk skräckfilm från 2018, regisserad av Peter Strickland.
Den handlar om Sheila som är en nyskild bankkassör. Inför en dejt går hon till ett varuhus för att köpa sig en ny klänning. Det visar sig att klädesplagget är hemsökt.
Flera kritiker beskrev filmen som mer komisk än skrämmande, bland annat på grund av premissen med en mordisk klänning. Stilmässigt hämtar filmen bland annat inspiration från giallo-genren.

## Rollista (i urval)
- Marianne Jean-Baptiste – Sheila